# Rotmeer-Fahnenbarsch
Der Rotmeer-Fahnenbarsch (Pseudanthias taeniatus) ist ein Meeresfisch aus der Gruppe der Fahnenbarsche, der im Roten Meer endemisch vorkommt.

## Merkmale
Die Art erreicht eine Länge von 10 bis 13 cm. Die Körperlänge liegt beim 2,6 bis 3,5-fachen der Körperhöhe. Die Kopflänge ist 3,2 bis 3,4 mal in der Standardlänge enthalten. Die Weibchen sind orange gefärbt mit je einem roten Fleck auf jeder Schuppe des Rumpfes. Der Bauch ist weißlich-rosa, die Schwanzflosse durchscheinend gelblich mit roten Spitzen. Weibchen werden mit einer Länge von 7 cm geschlechtsreif und bei einer Länge von 9 cm wechseln sie das Geschlecht. Brust- und Bauchflossen sind dunkelrot, Rücken- und Afterflosse sind rosa. Die Schwanzflosse ist hellrosa mit einem dunklen roten Streifen an den Enden der Spitzen. Die Schnauze ist kürzer als der Augendurchmesser. Die Oberlippe ist an der Spitze nicht geschwollen. Die Kiefer sind mit kleinen, schlanken und konischen Zähnen und wenigen größeren Fangzähnen besetzt. Der Gaumen (Palatinum und Vomer) ist mit kleinen bürstenförmigen Zähnen versehen. Auf dem Vomer ist das bezahnte Feld oval bis winkelig, auf dem Palatinum sind die Zähne in einem schmalen Band angeordnet. Die Kiemenreusenstrahlen sind deutlich länger als die Kiemenbüschel. Der Kiemendeckel hat 3 flache Stacheln von denen der obere scharf und die unteren abgerundet und von Schuppen und Haut überdeckt sind. Der senkrechte Rand des Präoperculums ist mit 18 bis 31 Zacken gesägt. Drei Zacken am Winkel des Präoperculum sind deutlich größer als die übrigen. Der Kopf ist mit Ausnahme der Schnauzenspitze vollständig beschuppt. Das körpernahe Drittel der unpaaren Flossen ist beschuppt. Die Brustflossen sind abgerundet, die Bauchflossen bei Weibchen abgerundet, bei Männchen eckig. Die Schwanzflosse ist eingebuchtet. Verlängerte Rückenflossenstrahlen sind nicht vorhanden.
- Flossenformel: Dorsale 10/16–17, Anale III/6–8, Pectorale 17–20, Caudale 13.[2]
- Schuppenformel: Sl 44–49/22–25.
- Kiemenreusenstrahlen: 8–12 + 26–29.
- Wirbel: 10+16.[1]

## Lebensweise und Gefährdung
Der Rotmeer-Fahnenbarsch ist ein Endemit des Roten Meeres und ist im nördlichen Bereich des Binnenmeeres häufiger als im Süden. Er kommt in großen Schwärmen in Tiefen von 10 bis 40 Metern an Außenriffen vor. Die IUCN stuft die Art als ungefährdet ein.

## Belege
1. 1 2 3  
Phillip C. Heemstra u. K.V. Akhilesh: Review of the anthiine fish genus Pseudanthias (Perciformes: Serranidae) of the western Indian Ocean, with description of a new species and a key to the species. aqua, International Journal of Ichthyology, Band 18, Nr. 3, Juli 2012, PDF, S. 158–159.
2. ↑  
Rotmeer-Fahnenbarsch auf Fishbase.org (englisch)
3. ↑  
Pseudanthias taeniatus in der Roten Liste gefährdeter Arten der IUCN 2018. Eingestellt von: Carpenter, K.E., Borsa, P., Jiddawi, N., Obota, C., Smith-Vaniz, W.F. & Yahya, S., 2017. Abgerufen am 1. Februar 2021.